# Phylocentropus carolinus
Phylocentropus carolinus är en nattsländeart som beskrevs av Carpenter 1933. Phylocentropus carolinus ingår i släktet Phylocentropus och familjen Dipseudopsidae. Inga underarter finns listade i Catalogue of Life.